# Renier de Trit
Renier de Trit (fl. XIII secolo) è stato un cavaliere medievale francese, primo duca francese di Filippopoli (l'odierna Plovdiv, Bulgaria) 1204-1205.

## Biografia
Fu un cavaliere della legione Trith-Saint Léger, Hainaut, della quarta crociata.
Nell'ottobre 1204 nella partizione dell'impero bizantino da parte dei crociati gli fu concessa dall'imperatore Baldovino I la città di Filippopoli e il territorio lungo il fiume Marica. L'anno successivo lo zar bulgaro Kaloyan scese in picchiata minacciando Filippopoli e Adrianopoli. Renier, con solo un piccolo esercito al suo comando e si asserragliò nella fortezza di Asen;
Fu durante uno sforzo per liberare Adrianopoli che l'imperatore Baldovino fu fatto prigioniero. In estate, i Pauliciani di Filippopoli cercarono di consegnare la città a Kaloyan ma Renier uscì dalla sua fortezza e li attaccò radendo al suolo il loro quartiere, lasciando il resto alla difesa coraggiosa delle popolazioni unite greche - latine. Tuttavia la città fu presa dai bulgari e il quartiere greco bruciato. Più tardi, lo stesso anno, l'imperatore Enrico di Fiandra condusse una marcia contro i bulgari e si rimpadronì di Filippopoli liberando Renier.